# Darling Harbour
Darling Harbour è una delle tante baie di Port Jackson, l'insenatura sulla quale si affaccia la città di Sydney.

Darling Harbour si trova in posizione centrale, e delimita a ovest la city, il centro della città.
I moli e la zona attorno alla baia di Darling Harbour è stata soggetta a ristrutturazione nel 1988. Vi è stata creata, quindi, un'ampia zona pedonale e ricreativa.
In origine faceva parte del porto di Sydney, nei tardi anni ottanta ebbe una fase di profondo declino in seguito alla quale fu ristrutturato su iniziativa del Ministro dei lavori pubblici del Nuovo Galles del Sud, con un progetto di Arup.
Darling Harbour pulsa di attività notte e giorno. Si è sviluppata fino a diventare una delle maggiori aree di negozi, ristoranti e attività di svago di Sydney e vanta inoltre centri congressi che attirano grandi folle.
Nell'area si trovano diverse strutture ricreative tra le quali il museo marittimo, il Sydney Aquarium, il Sidney Wildlife museum, l'Imax Theater e diverse imbarcazioni visitabili, fra le quali anche alcuni sottomarini.

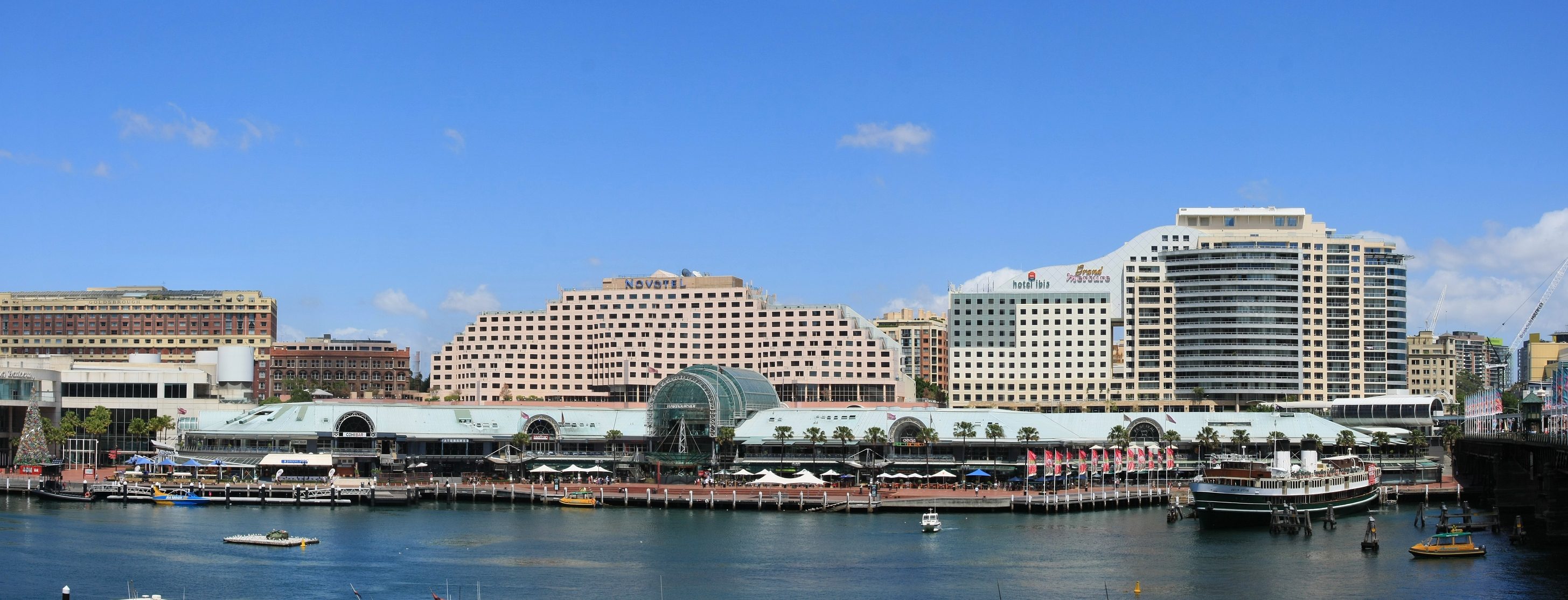
Darling Harbour, con il Pyrmont Bridge sulla destra